# 孫德崖
孙德崖（？—1355年），定远（今安徽省定远县）人，元朝末年民变领袖，统辖淮北红巾军。
1352年，孙德崖与郭子兴等四人在濠州起事反元，五人各称元帅。後據徐州反元的芝麻李李二被元右丞相脱脱領軍打敗，芝麻李部下彭大、赵均用率余部投奔濠州，彭、趙因兵多反而居於濠州五帥之上。後孙德崖亲附赵均用，郭子兴厚待彭大，濠州諸帥結成兩黨，彼此不和，最後赵均用捉住郭子兴，将他幽禁在孙德崖家中。郭子興部下朱元璋和彭大冲到孙德崖家，救出郭子兴。元军围攻濠州，孙德崖与郭子兴、彭大、赵均用共同守城五个多月。城围解除后，1353年冬，彭大称鲁淮王，赵均用称永义王，郭子兴与孙德崖等仍是元帅。不久，彭大死後，其子彭早住雖统领彭大的部队，但影響力不及父親，趙均用、孫德崖一黨漸得濠州軍政大權。朱元璋不願涉及濠州內鬥，以回鄉招募新兵為名離開濠州，之後在滁州建立新據點，郭子兴之後也被趙均用、孫德崖迫走，率部队一万多人往滁州依附朱元璋。朱元璋攻取和州，1355年三月，孙德崖部队因遇饥荒，就食和州境内，请求在城中驻军，朱元璋接纳。郭子兴闻之大怒，连夜从滁州赶至和州，欲复仇。朱元璋怕义兵自相残杀，力主和解。孙德崖得知郭子兴到和州，企图引兵离开。前营已发，孙德崖留在后军察看，郭子兴将孙德崖抓住，而朱元璋也被孙德崖军所捉。郭子兴派徐达去代替朱元璋，将孙德崖释放。孙德崖的部下也释放了朱元璋。郭子兴不久就生病去世，孙德崖知道后，率兵来争滁州，被吴祯、胡大海所杀。